# SOS Tour
El SOS Tour es la segunda gira de conciertos y la primera gira por arenas de la cantautora estadounidense SZA, en apoyo de su segundo álbum de estudio, SOS (2022). Se anunció el 13 de diciembre junto con la mercancía del álbum, cuatro días después del lanzamiento del álbum. La primera y tercera etapa se llevaron a cabo en Norteamérica, con 18 espectáculos para la primera y 20 para la tercera. Hubo 15 paradas en Europa para el partido de vuelta y habrá 9 paradas en Oceanía para el cuarto partido. Con una duración de unos 90 minutos, cada espectáculo tenía una lista de canciones de más de 30 canciones, la mayoría de las cuales eran de "SOS". Algunos fueron tomados de su álbum de estudio debut. Los programas selectos tuvieron invitados sorpresa que actuaron con canciones de SZA en las que habían colaborado. Omar Apollo, Raye y D4vd fueron los teloneros de cada etapa, respectivamente. Un motivo visual náutico persistió a lo largo de los conciertos, y las influencias teatrales y cinematográficas fueron evidentes. Esto fue intencional; Con la gira, SZA aspiraba a la catarsis: "hacer estallar el culo, llorar y hacer teatro". Había una trama suelta donde un barco de pesca navegaba hacia el mar y se hundía, algunos momentos hacían referencia a las películas Titanic (1997) y Titanic (1997) y Kill Bill (2003-2004), y la producción se inspiró en Broadway y Películas de Disney como Cenicienta ( 1950). Los escenarios incluían un muelle, el barco pesquero, un faro y un fondo marino. Cada espectáculo comenzaba y terminaba con SZA en un trampolín, recreando la portada de "SOS". Para comenzar el espectáculo, parecía saltar del tablero al agua debajo de ella, a través de efectos visuales prefilmados.

## Lista de Canciones
1. "PSA"
2. "Seek & Destroy"
3. "Notice Me"
4. "Conceited"
5. "Love Galore"
6. "Broken Clocks"
7. "Forgiveless"
8. "Used"
9. "Bag Lady" (Erykah Badu cover)
10. "Blind"
11. "Shirt"
12. "Too Late"
13. "Smoking on My Ex Pack"
14. "All the Stars"
15. "Prom"
16. "Garden (Say It like Dat)"
17. "F2F"
18. "Drew Barrymore"
19. "Doves in the Wind"
20. "Low"
21. "Open Arms"
22. "Supermodel"
23. "Special"
24. "Nobody Gets Me"
25. "Gone Girl"
26. "SOS"
27. "Kiss Me More"
28. "Love Language"
29. "Snooze"
30. "Kill Bill"
31. "I Hate U"
32. "The Weekend"

Encore
1. "Good Days"

## Fechas, Asistencia y Recaudación
| Fecha                    | Ciudad           | País           | Recinto                       | Asistencia      | Recaudación  |
| ------------------------ | ---------------- | -------------- | ----------------------------- | --------------- | ------------ |
| Norteamérica — Etapa I   |                  |                |                               |                 |              |
| 21 de febrero de 2023    | Columbus         | Estados Unidos | Value City Arena              | -               | ‐            |
| 22 de febrero de 2023    | Chicago          | Estados Unidos | United Center                 | -               | ‐            |
| 24 de febrero de 2023    | Detroit          | Estados Unidos | Little Caesars Arena          | -               | ‐            |
| 25 de febrero de 2023    | Toronto          | Canadá         | Scotiabank Arena              | 14,383 / 14,383 | ‐            |
| 27 de febrero de 2023    | Washington D. C. | Estados Unidos | Capital One Arena             |                 | ‐            |
| 28 de febrero de 2023    | Boston           | Estados Unidos | TD Garden                     |                 | ‐            |
| 4 de marzo de 2023       | New York City    | Estados Unidos | Madison Square Garden         | 26,574 / 26,574 | $4,738,096   |
| 5 de marzo de 2023       | New York City    | Estados Unidos | Madison Square Garden         | 26,574 / 26,574 | $4,738,096   |
| 7 de marzo de 2023       | Atlanta          | Estados Unidos | State Farm Arena              | 11,069 / 11,069 | -            |
| 9 de marzo de 2023       | Austin           | Estados Unidos | Moody Center                  | -               | -            |
| 10 de Marzo              | Dallas           | Estados Unidos | American Airlines Center      | -               | -            |
| 13 de Marzo              | San Diego        | Estados Unidos | Viejas Arena                  | -               | -            |
| 14 de Marzo              | Oakland          | Estados Unidos | Oakland Arena                 | -               | -            |
| 16 de Marzo              | Seattle          | Estados Unidos | Climate Pledge Arena          | -               | -            |
| 18 de Marzo              | Portland         | Estados Unidos | Moda Center                   | -               | -            |
| 19 de Marzo              | Vancouver        | Canadá         | Rogers Arena                  | -               | -            |
| 22 de Marzo              | Inglewood        | Estados Unidos | The Forum                     | 25,026 / 25,026 | $3,862,099   |
| 23 de Marzo              | Inglewood        | Estados Unidos | The Forum                     | 25,026 / 25,026 | $3,862,099   |
| Europa — Etapa II        |                  |                |                               |                 |              |
| 1 de Junio               | Amsterdam        | Países Bajos   | Ziggo Dome                    | -               | -            |
| 3 de Junio               | Amsterdam        | Países Bajos   | Ziggo Dome                    | -               | -            |
| 5 de Junio               | Paris            | Francia        | Accor Arena                   | -               | -            |
| 7 de Junio               | Zürich           | Suiza          | Hallenstadion                 | -               | -            |
| 9 de Junio               | Berlin           | Alemania       | Mercedes-Benz Arena           | -               | -            |
| 11 de Junio              | Cologne          | Alemania       | Lanxess Arena                 | -               | -            |
| 13 de Junio              | Manchester       | Reino Unido    | AO Arena                      | -               | -            |
| 15 de junio de 2023      | Glasgow          | Reino Unido    | OVO Hydro                     | -               | -            |
| 17 de Junio              | London           | Reino Unido    | The O2 Arena                  | -               | -            |
| 18 de junio de 2023      | London           | Reino Unido    | The O2 Arena                  | -               | -            |
| 21 de junio de 2023      | Dublin           | Irlanda        | 3Arena                        | -               | -            |
| 22 de junio de 2023      | Dublin           | Irlanda        | 3Arena                        | -               | -            |
| 25 de junio de 2023      | London           | Reino Unido    | The O2 Arena                  | -               | -            |
| 26 de junio de 2023      | London           | Reino Unido    | The O2 Arena                  | -               | -            |
| 29 de junio de 2023      | Gdynia           | Poland         | Gdynia-Kosakowo Airport       | Festival        | Festival     |
| Norteamérica — Etapa III |                  |                |                               |                 |              |
| 20 de Septiembre de 2033 | Miami            | Estados Unidos | Kaseya Center                 | -               | -            |
| 22 de septiembre de 2023 | Tampa            | Estados Unidos | Amalie Arena                  | -               | -            |
| 24 de septiembre de 2023 | Nashville        | Estados Unidos | Bridgestone Arena             | -               | -            |
| 26 de septiembre de 2023 | Philadelphia     | Estados Unidos | Wells Fargo Center            | -               | -            |
| 28 de septiembre de 2023 | Baltimore        | Estados Unidos | CFG Bank Arena                | -               | -            |
| 30 de septiembre de 2023 | Boston           | Estados Unidos | TD Garden                     | -               | -            |
| 1 de octubre de 2023     | Newark           | Estados Unidos | Prudential Center             | -               | -            |
| 6 de octubre de 2023     | Brooklyn         | Estados Unidos | Barclays Center               | -               | -            |
| 7 de octubre de 2023     | Brooklyn         | Estados Unidos | Barclays Center               | -               | -            |
| 10 de octubre de 2023    | Chicago          | Estados Unidos | United Center                 | -               | -            |
| 11 de octubre de 2023    | St. Louis        | Estados Unidos | Enterprise Center             | -               | -            |
| 14 de octubre de 2023    | Houston          | Estados Unidos | Toyota Center                 | -               | -            |
| 15 de octubre de 2023    | San Antonio      | Estados Unidos | Frost Bank Center             | -               | -            |
| 18 de octubre de 2023    | Denver           | Estados Unidos | Ball Arena                    | -               | -            |
| 19 de octubre de 2023    | Salt Lake City   | Estados Unidos | Delta Center                  | -               | -            |
| 22 de octubre de 2023    | Los Angeles      | Estados Unidos | Crypto.com Arena              | -               | -            |
| 23 de octubre de 2023    | Los Angeles      | Estados Unidos | Crypto.com Arena              | -               | -            |
| 26 de octubre de 2023    | San Francisco    | Estados Unidos | Chase Center                  | -               | -            |
| 28 de octubre de 2023    | Las Vegas        | Estados Unidos | T-Mobile Arena                | -               | -            |
| 29 de octubre de 2023    | Phoenix          | Estados Unidos | Footprint Center              | -               | -            |
| Oceania — Etapa IV       |                  |                |                               |                 |              |
| 13 de abril de 2024      | Auckland         | Nueva Zelanda  | Spark Arena                   | -               | -            |
| 15 de abril de 2024      | Auckland         | Nueva Zelanda  | Spark Arena                   | -               | -            |
| 16 de abril de 2024      | Auckland         | Nueva Zelanda  | Spark Arena                   | -               | -            |
| 19 de abril de 2024      | Brisbane         | Australia      | Brisbane Entertainment Center | —               | —            |
| 20 de abril de 2024      | Brisbane         | Australia      | Brisbane Entertainment Center | —               | —            |
| 23 de abril de 2024      | Sydney           | Australia      | Qudos Bank Arena              | —               | —            |
| 24 de abril de 2024      | Sydney           | Australia      | Qudos Bank Arena              | —               | —            |
| 26 de abril de 2024      | Sydney           | Australia      | Qudos Bank Arena              | —               | —            |
| 29 de abril de 2024      | Melbourne        | Australia      | Rod Laver Arena               | —               | —            |
| 30 de abril de 2024      | Melbourne        | Australia      | Rod Laver Arena               | —               | —            |
| 2 de mayo del 2024       | Melbourne        | Australia      | Rod Laver Arena               | —               | —            |
| Total                    | Total            | Total          | Total                         | —               | ~$95,500,000 |